# 密偵 (2016年の映画)
『密偵』（みってい、原題：밀정）は、2016年の韓国映画。ワーナー・ブラザース・コリアのローカルプロダクション第1回作品。
史実に立脚した抗日独立運動映画で、小説『1923年京城を揺るがした人々』（ハングル：1923년 경성을 뒤흔든 사람들、著：キム・ドンジン、発売年：2010）の著述をもとに、日本統治時代に実在した独立運動組織「義烈団」が1923年3月14日〜16日に起こした黄鈺警部事件をモデルにしている。

## ストーリー
日本統治時代の朝鮮。日本警察のイ・ジョンチュル（ソン・ガンホ）は部長のヒガシ（鶴見辰吾）から独立過激派組織「義烈団」に接近するよう指令を受ける。義烈団のリーダーのウジン（コン・ユ）に接触したジョンチュルだったが、その裏では義烈団団長のチョン・チェサン（イ・ビョンホン）がジョンチュルを義烈団に引き込もうと画策していた。

## キャスト
※括弧内は日本語吹替担当
- イ・ジョンチュル：ソン・ガンホ（安原義人）
- キム・ウジン：コン・ユ（中村悠一）
- ヨン・ゲスン：ハン・ジミン（大井麻利衣）
- ヒガシ：鶴見辰吾
- ハシモト：オム・テグ（手塚ヒロミチ）
- チョ・フェリョン：シン・ソンロク（陣屋遥）
- チュ・ドンソン：ソ・ヨンジュ
- キム・サヒ：チェ・ユファ
- ルドゥビク：フォスター・バーデン
- キム・ジャンオク：パク・ヒスン
- チョン・チェサン：イ・ビョンホン（阪口周平）

## 受賞
- 2016年度
  - 第37回ファンタスポルト国際映画祭：監督賞（キム・ジウン）
  - 第53回大鐘賞：助演男優賞（オム・テグ）、美術賞（チョ・ファソン）[4]
  - 第53回百想芸術大賞：主演男優賞（ソン・ガンホ）、監督賞（キム・ジウン）[4]
  - 第36回韓国映画評論家協会賞：作品賞、10大映画賞、音楽賞（モグ） [4]
  - 第6回素晴らしい芸術人賞：大賞（ソン・ガンホ）
  - 第8回今年の映画賞：主演男優賞（ソン・ガンホ）
  - 第37回黄金撮影賞：監督賞（キム・ジウン）、助演男優賞（オム・テグ）、助演女優賞（ハ・ジミン）
  - 第17回ディレクターズ・カット・アワード：特別言及賞
  - 第17回大韓民国青少年映画祭：新人俳優部門 人気映画人賞（オム・テグ）

## スケジュール
- 2016年8月4日　　　制作報告会（＠ソウル江南区新沙洞CGV狎鴎亭）[5]
- 2016年9月7日　　　大韓民国内公開
- 2017年11月11日　日本国内公開

## エピソード
- 史実を素材にした作品で、実在する義烈団員がモデルになったキャラクターが多い[6]。

| 義烈団員                           | キャラクター名   | 俳優           |
| ---------------------------------- | ---------------- | -------------- |
| 黄鈺（ファン・オク；황옥）         | イ・ジョンチュル | ソン・ガンホ   |
| 金相玉（김상옥；キム・サンオク）   | キム・ジャンオク | パク・ヒスン   |
| 金始顯（김시현；キム・シヒョン）   | キム・ウジン     | コン・ユ       |
| 金元鳳（キム・ウォンボン；김원봉） | チョン・チェサン | イ・ビョンホン |

- ハン・ジミンは辛いシーンのために10日間絶食をして役作りを行った[7]。